# Château de Gołuchów
Le château de Gołuchów est un château situé à Gołuchów en Pologne. Construit au XVIe siècle et fortement restauré au XIXe siècle, il dépend du musée national de Poznań.

## Histoire
Un premier château est édifié par Rafał Leszczyński (1526-1592) (pl) vers 1560 puis transformé par son fils Wacław Leszczyński (1576-1628) (pl) à la fin du XVIe siècle. Il reste dans les mains de cette famille jusqu’à la fin du XVIIe siècle.
Après être passé entre les mains de plusieurs propriétaires, il est acheté en 1853 par Tytus Działyński (pl). Il revient à son fils, Jan Kanty Działyński (pl) et à sa femme, Izabella Elżbieta Działyńska née Czartoryska après leur mariage en 1857. Le château, qui est alors leur résidence principale, accueille les collections rassemblées par les deux époux.
En 1871, à la suite de leur divorce, le château et les collections reviennent à Izabella Elżbieta Działyńska. Jan Działyński rembourse ainsi les importantes sommes d’argent que son épouse lui avait prêté lors de son exil, après sa participation à l’insurrection polonaise de 1863. À la demande d'Izabella Działyńska, l’architecte français Maurice Ouradou entreprend d'importants travaux au château de Gołuchów. Il est accompagné par deux artistes français, le sculpteur Charles Biberon et le peintre Louis Breugnot. Ils œuvrent à transformer l’édifice en château de style néo-Renaissance. Izabella Działyńska continue parallèlement à enrichir sa collection. À titre d’exemple, elle participe au financement des fouilles d’Alfred Louis Delattre à Carthage (Tunisie) et reçoit en retour des antiquités en 1895.
Izabella Działyńska transforme le château en musée et le dote en 1893 d’un majorat garantissant son indivisibilité et son accessibilité au public. Le musée reste ouvert jusqu’en 1939, avant d’être pillé durant la Seconde Guerre mondiale. En 1951, il est rattaché au musée national de Poznań.

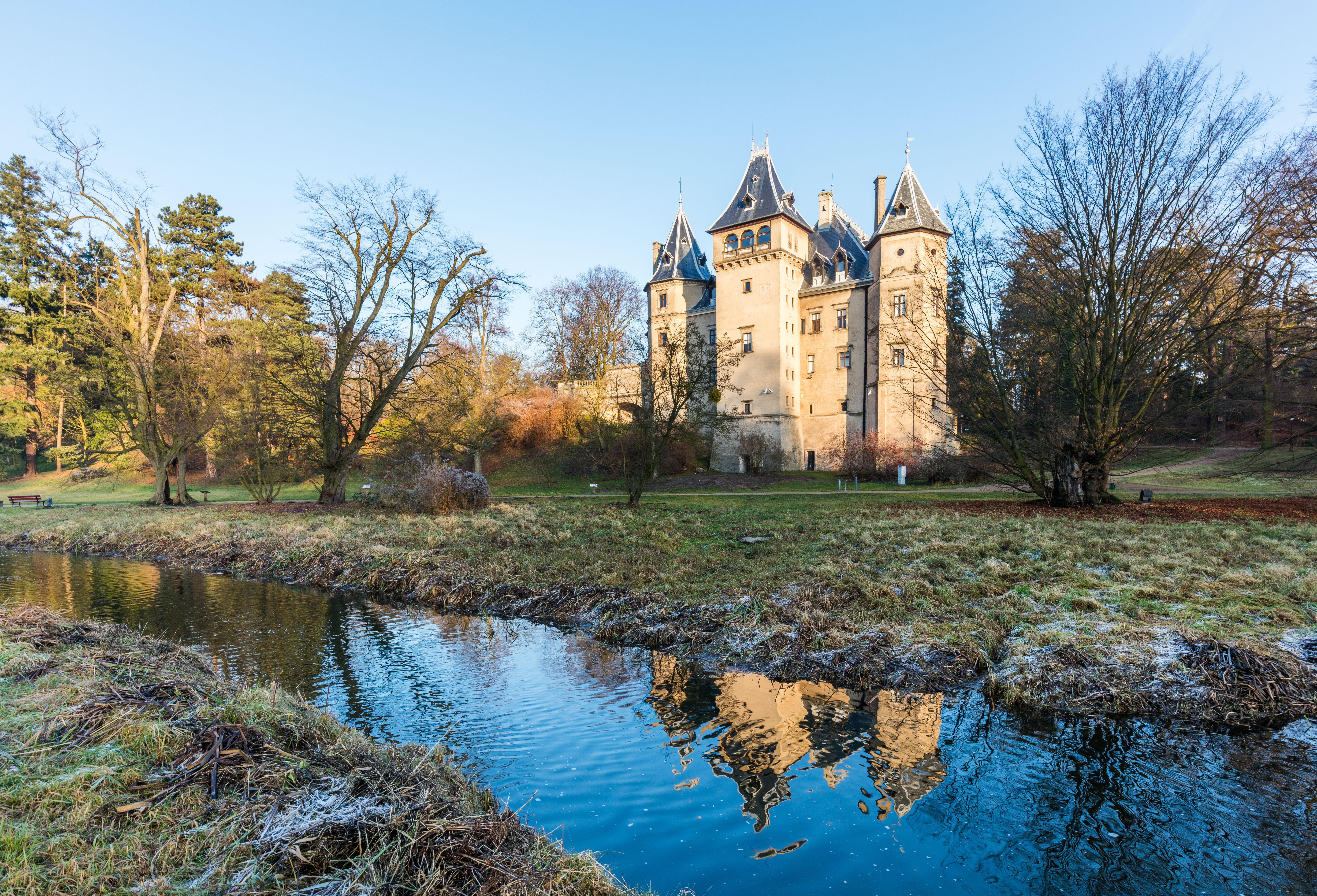
Le château vu depuis la rivière Trzemna (pl)
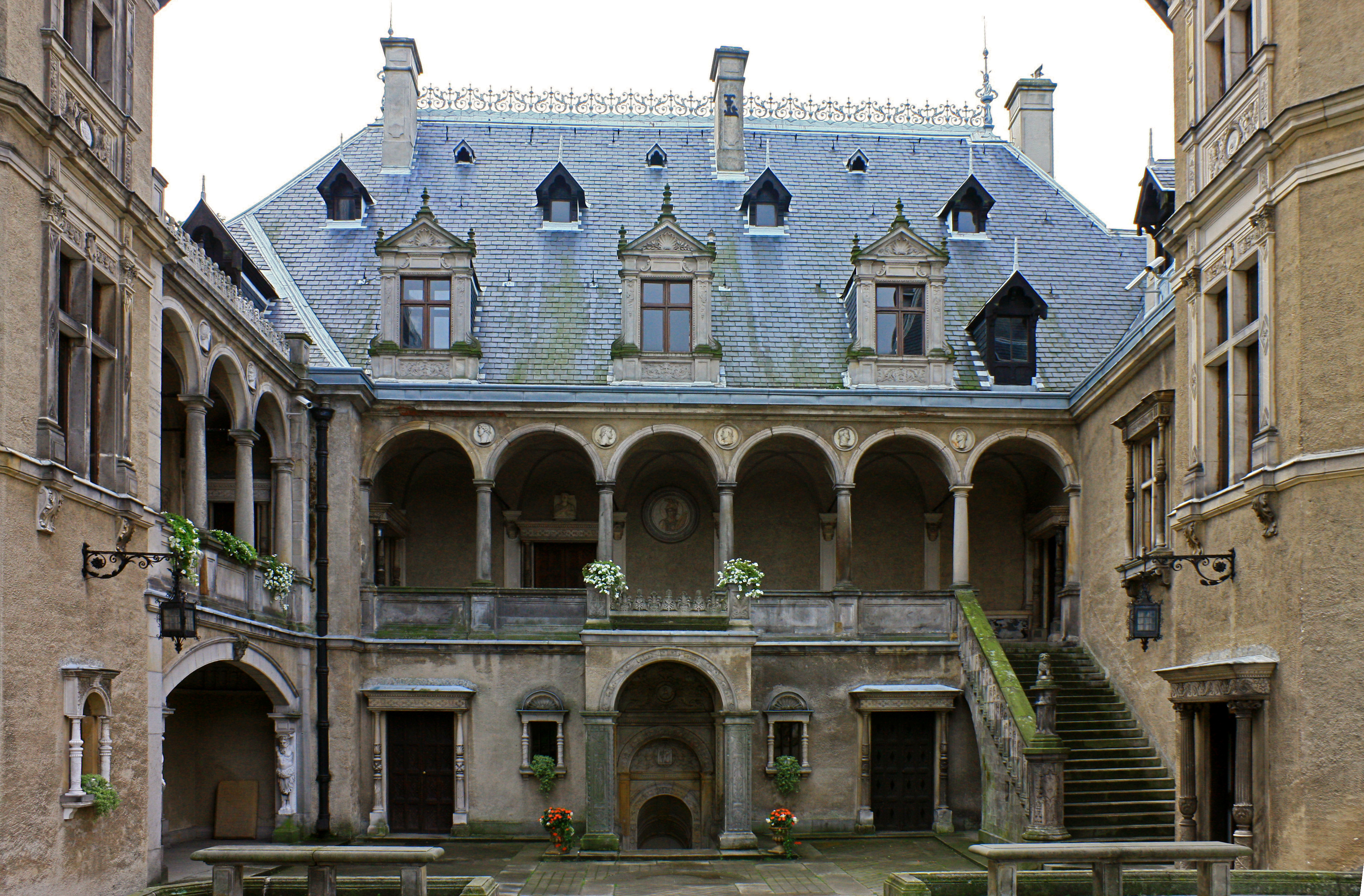
La cour intérieure du château
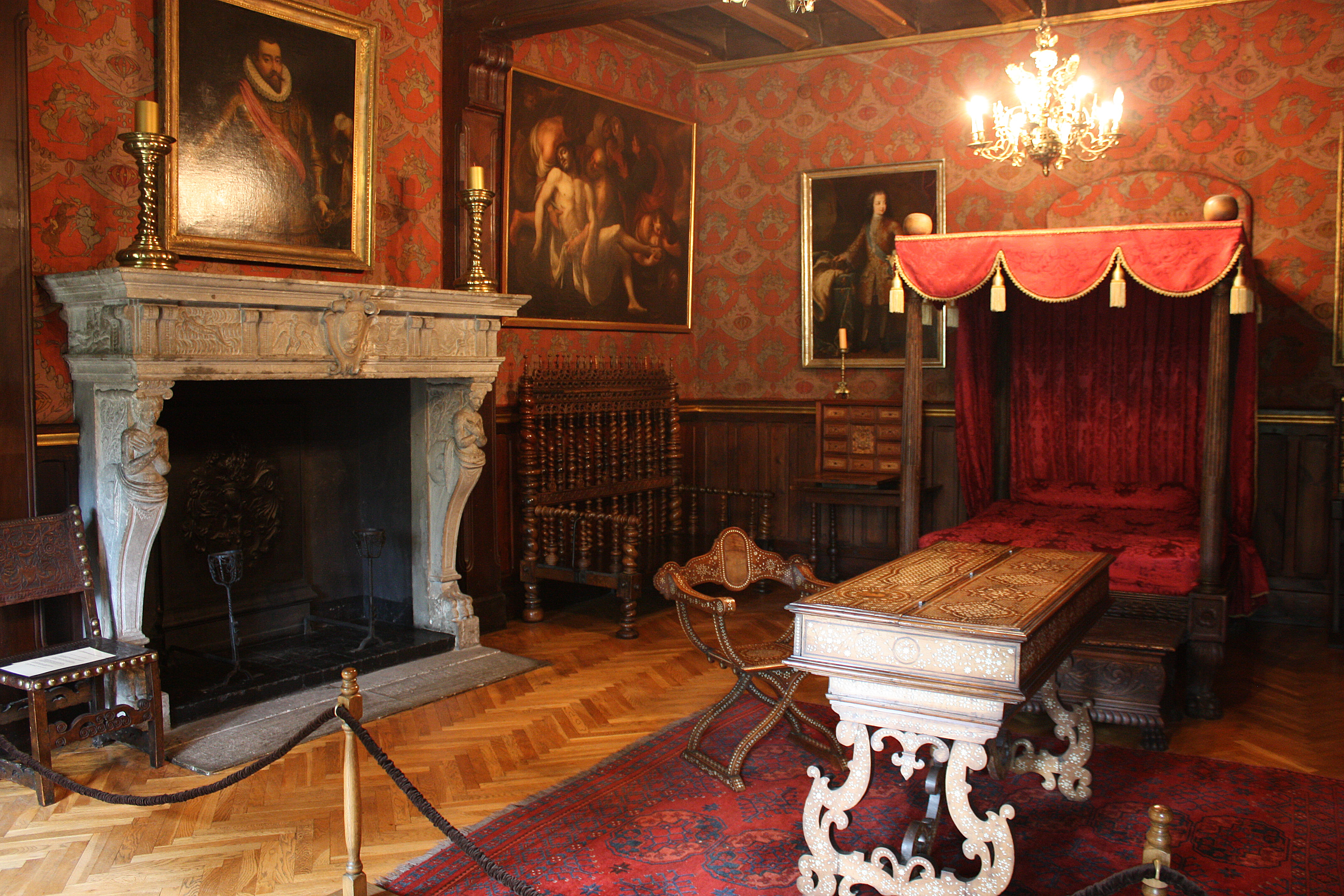
Vue d’une des pièces du château
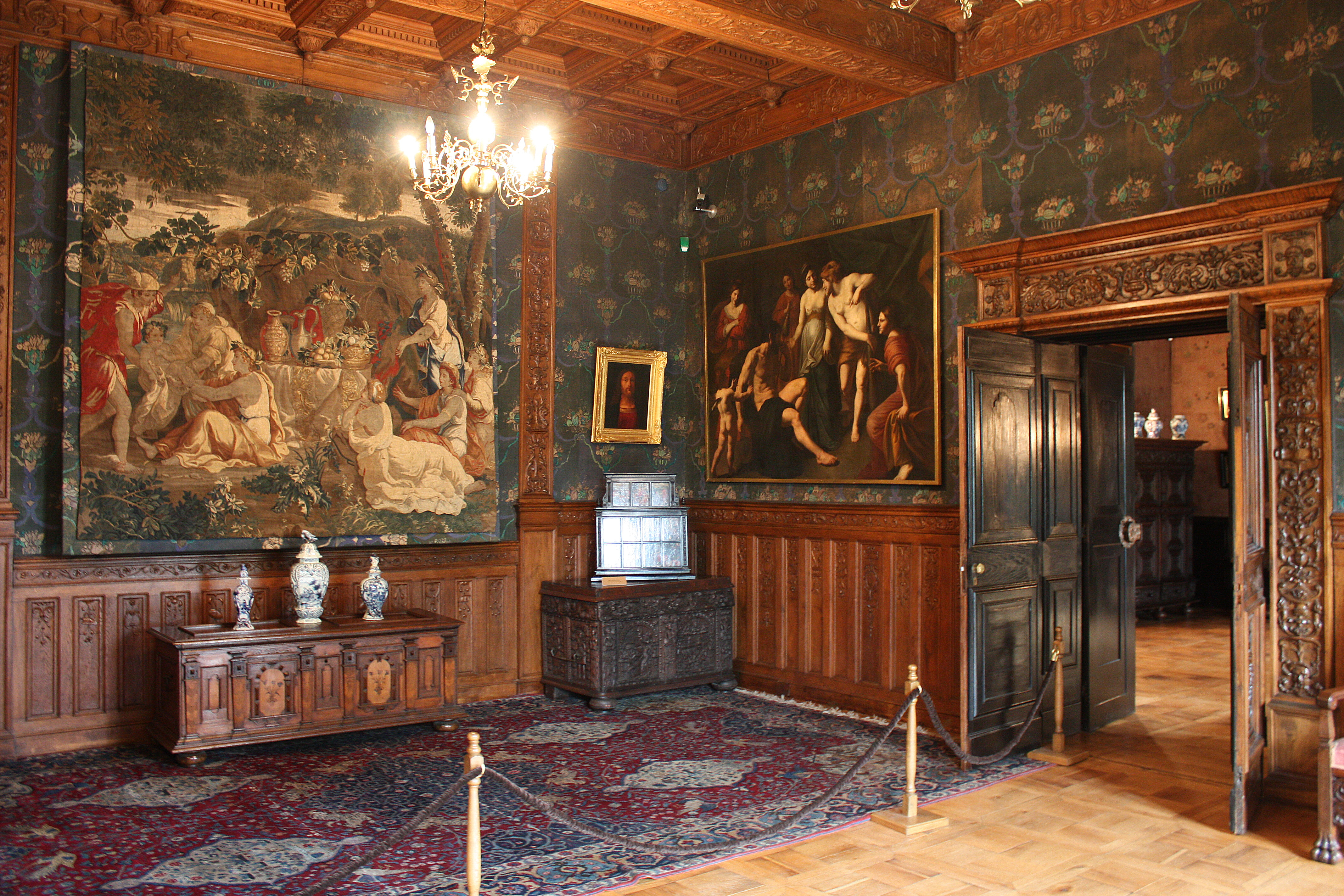
Vue d’une des pièces du château
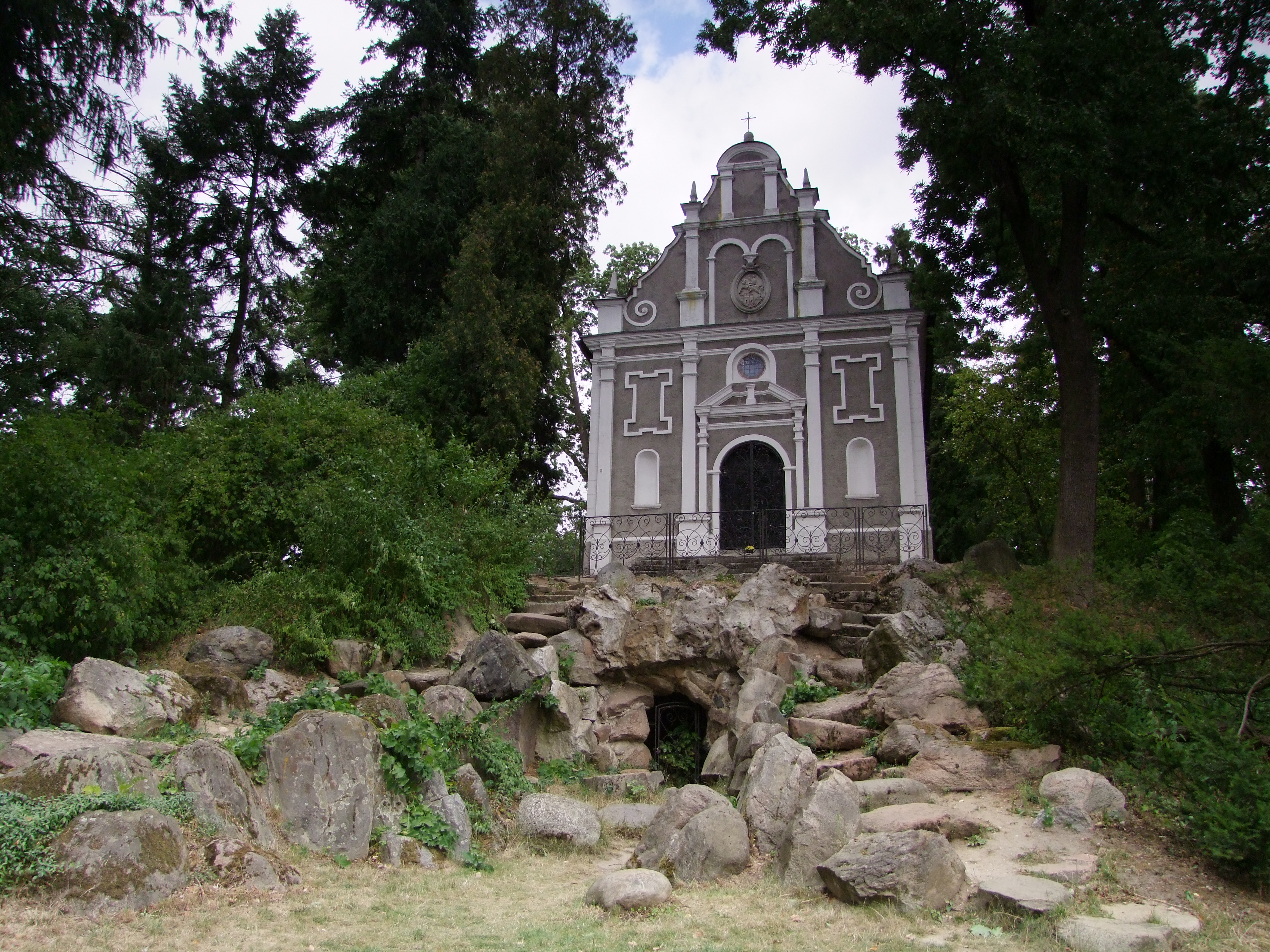
Le mausolée d'Izabella Działyńska

## Collections
Le château abrite une collection archéologique. Elle comprend notamment des objets découverts par Jan Kanty Działyński (pl) dans le cadre des fouilles qu’il menait dans la région de Gołuchów, des céramiques antiques achetées sur le marché de l’art, qui provenaient majoritairement d’Italie, ainsi que les antiquités carthaginoises envoyées par Alfred Louis Delattre à Izabella Elżbieta Działyńska.
Au sein du château sont également exposées des œuvres d’art européennes, parmi lesquelles des portraits de membres des familles Czartoryski et Działyńska.

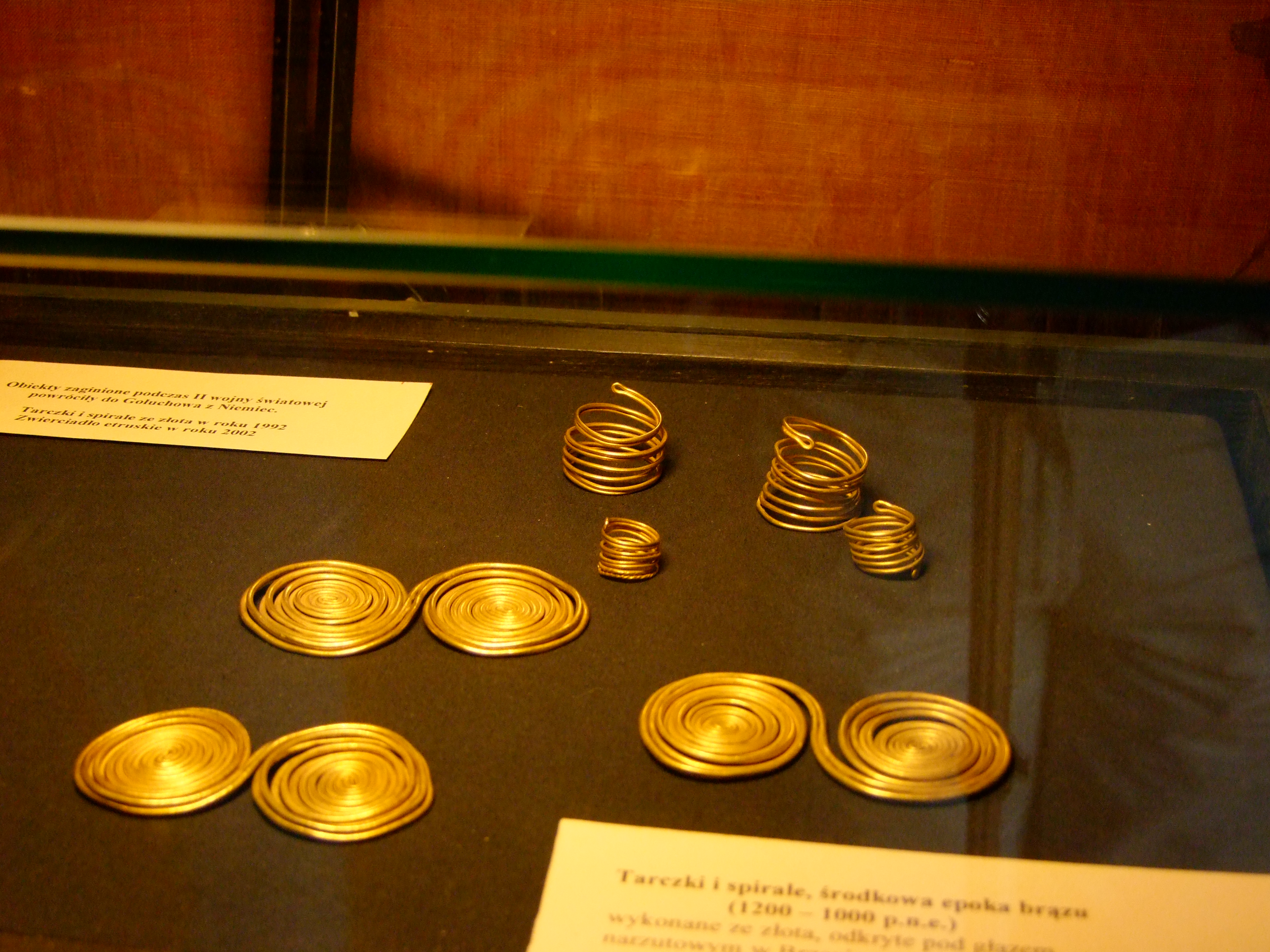
Ornements en or (âge du bronze)
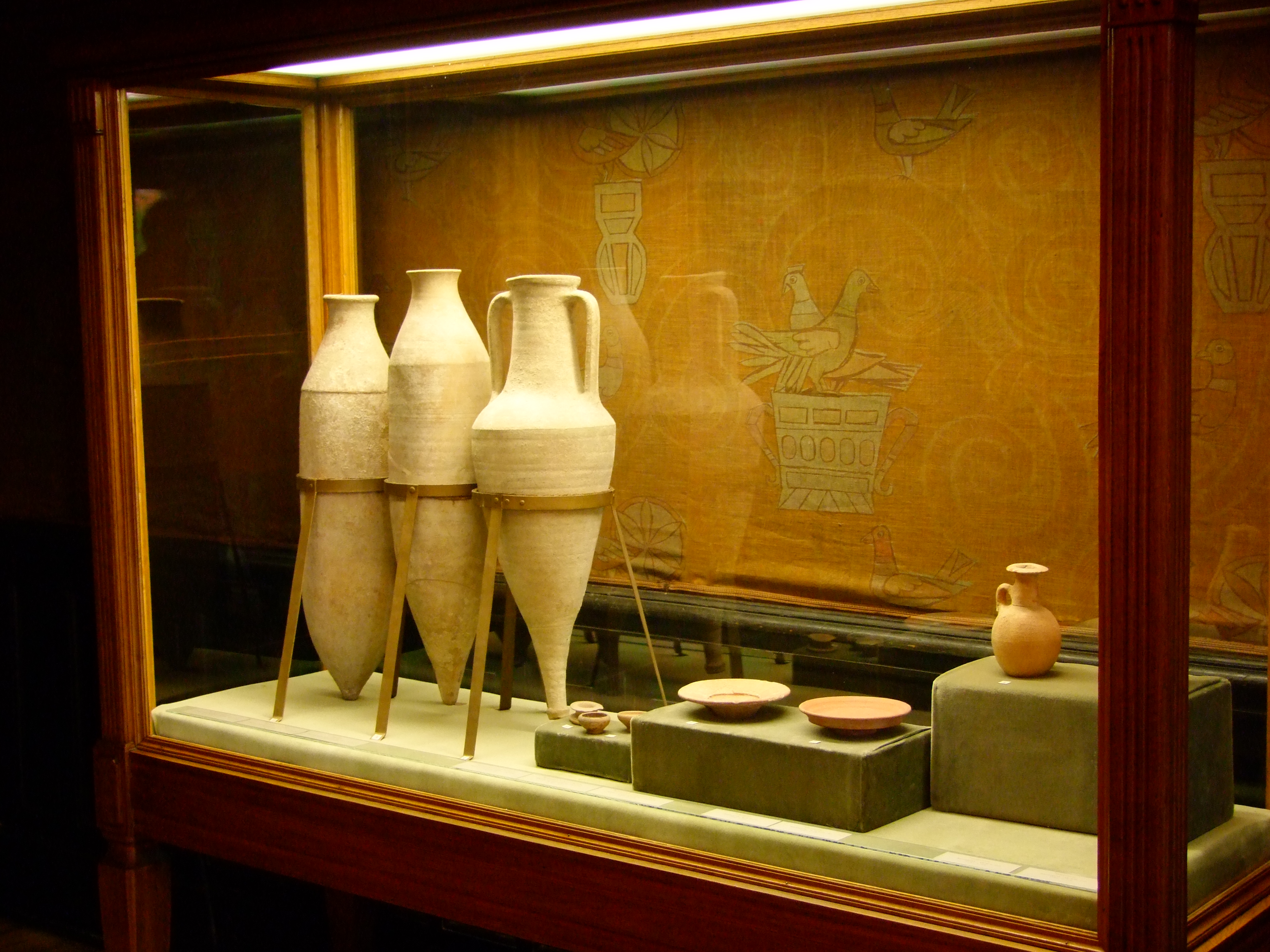
Vitrine consacrée aux antiquités carthaginoises
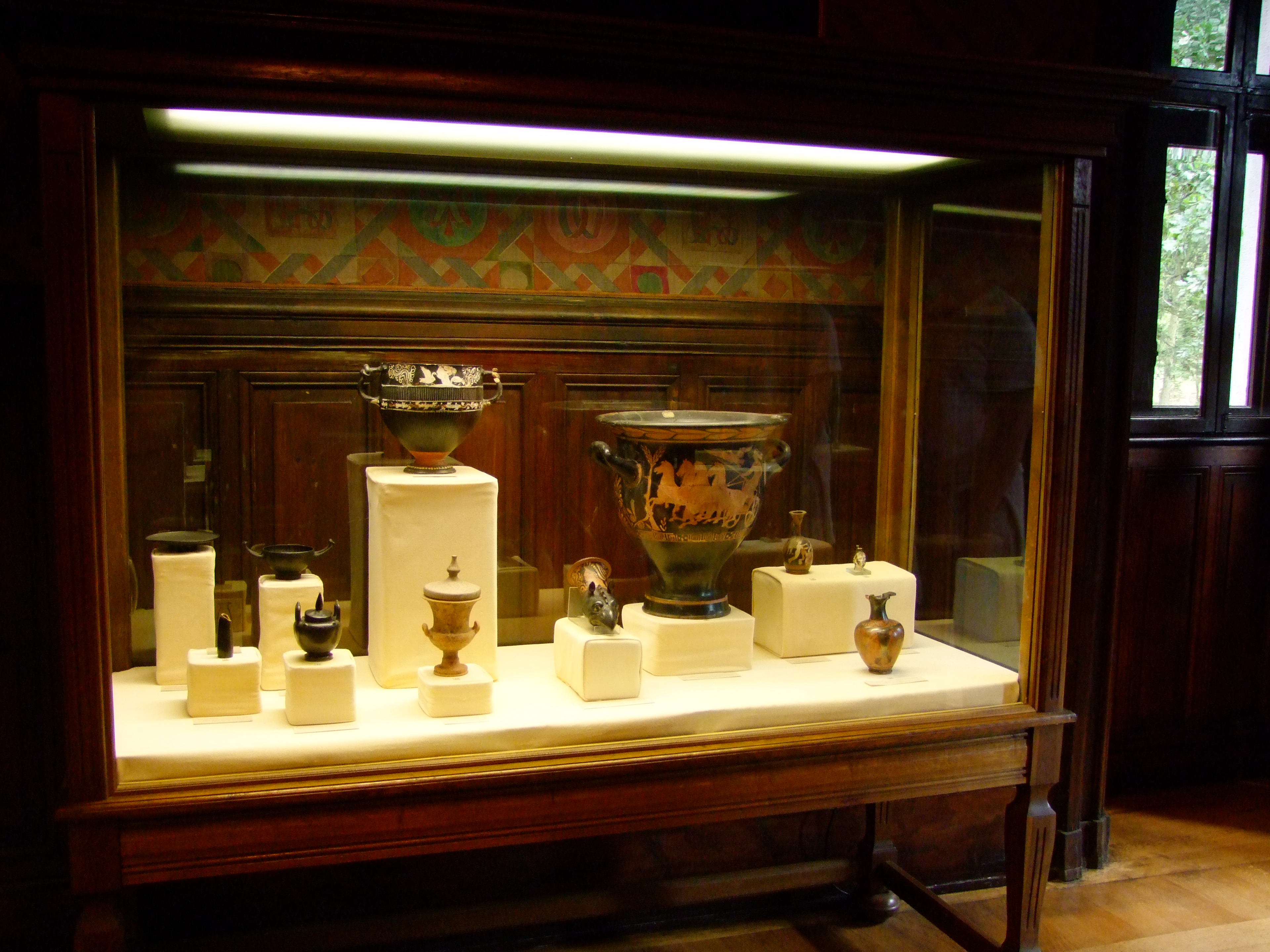
Vitrine consacrée aux céramiques antiques
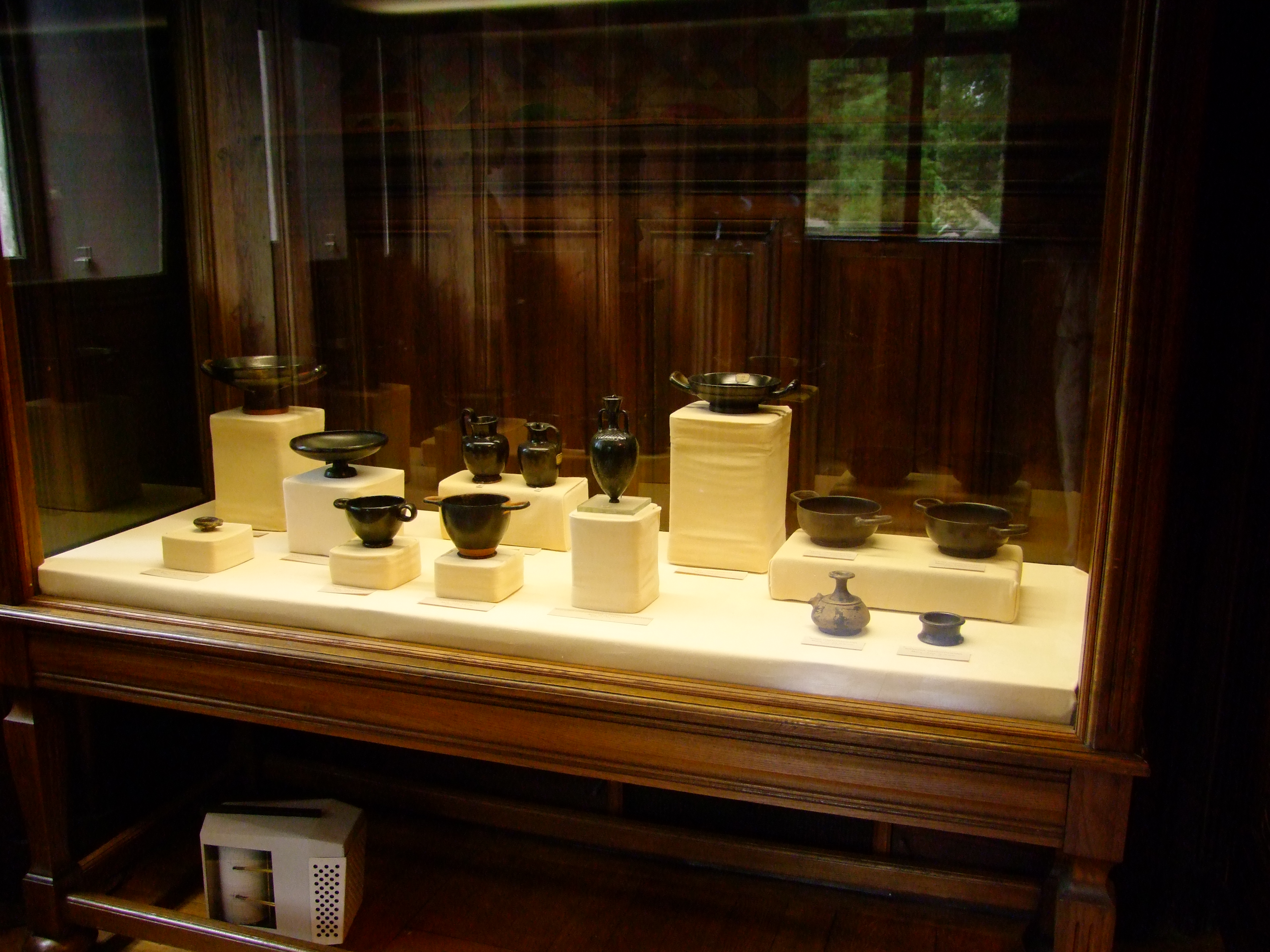
Vitrine consacrée aux céramiques antiques